# Yané Sandanski
Pour les articles homonymes, voir Sandanski (homonymie).
Yané Ivanov Sandanski, dit Yané Sandanski (en bulgare : Яне Сандански) ou Jane Sandanski (en macédonien : Јане Сандански), est un révolutionnaire bulgare né le 18 mai 1872 à Vlahi, près de Melnik (aujourd'hui en Bulgarie), et mort le 22 avril 1915 près du village de Pirin. Il fut un des dirigeants du VMRO en Macédoine à la fin du XIXe siècle et au début du XXe siècle.
Il est considéré comme un héros national en Bulgarie et en Macédoine du Nord.

## Biographie
Son père participa, en tant que porte-drapeau, au soulèvement de Krésna. Après la répression du soulèvement par les forces ottomanes, sa famille partit s'installer, en 1879, à Doupnitsa, où le jeune Yané suivit des études primaires. Par la suite, Sandanski devint fonctionnaire et le resta jusqu'en 1895.

## Citations
- "Les révolutionnaires macédoniens, qui après une lutte longue et terrible contre la tyrannie turque ont survécu pour voir leur rêve - gagner la liberté de leur patrie - ne peuvent pas admettre qu'elle tombe sous pouvoir serbe ou grec. Ils ne s'arrêteront pas même devant les moyens terroristes les plus terribles, pour réaliser leur rêve le plus cher - une Macédoine bulgare libre!" (interview pour le journal italien Seculo, Tirana, 1912)

## Honneurs
En son honneur, un complexe sportif de Skopje porte son nom.
La ville de Sandanski, en Bulgarie est également baptisée en son honneur.